# Aphaenogaster rhaphidiiceps
Aphaenogaster rhaphidiiceps é uma espécie de inseto do gênero Aphaenogaster, pertencente à família Formicidae.